# Chaetophora monnei
Chaetophora monnei is een keversoort uit de familie pilkevers (Byrrhidae). De wetenschappelijke naam van de soort is voor het eerst geldig gepubliceerd in 1975 door Reichardt.